# Брезовиця (Хрпелє-Козина)
Брезовиця (словен. Brezovica) — поселення в общині Хрпелє-Козина, Регіон Обално-крашка, Словенія. Висота над рівнем моря: 522,9 м.